# Teneriffas södra flygplats
Teneriffa södras flygplats, "Aeropuerto de Tenerife Sur Reina Sofía"  (IATA: TFS, ICAO: GCTS) är den största av två flygplatser på den spanska ön Teneriffa.
Flygplatsen är belägen i kommunen Granadilla de Abona och invigdes den 6 november 1978 av drottning Sofía av Spanien, till vilken flygplatsen är tillägnad. I slutet av sitt första år hade 1 miljon passagerare passerat flygplatsens dörrar. 
Den offentliga busslinjen "Titsa" erbjuder billiga och snabba tjänster till alla delar av ön. Linje 343 ansluter South Airport (TFS) med North (TFN).
Tenerife South tog emot över 8,5 miljoner passagerare under 2012. Kombinerat med Tenerife North Airport, samlar ön det högsta antalet passagerarrörelser på Kanarieöarna med 12.248.673 passagerare.